# Татарський Шмалак
Татарський Шмалак (рос. Татарский Шмалак) — село в Павловському районі Ульяновської області Російської Федерації.
Населення становить 833 особи. Входить до складу муніципального утворення Шмалакське сільське поселення.

## Історія
Від 2004 року входить до складу муніципального утворення Шмалакське сільське поселення.

## Населення
| 2010 |
| ---- |
| 833  |